# Češki nogometni savez
Češki nogometni savez (češki: Fotbalová asociace České republiky; FAČR) je najviše nogometno tijelo u Češkoj. Sjedište nogometnog saveza je u Pragu.
Češki nogometni savez je osnovan 1901. godine. Član FIFA-e je postao 1907., a UEFA-e od 1954. godine.
Pod kontrolom Češkog nogometnog saveza su i nacionalne reprezentacije: muška, ženska te ostale reprezentacije u omladinskim kategorijama: muške do 21, do 19, do 17 i ženske do 19, do 17.

## Poveznice
- Češka nogometna reprezentacija
- Prva češka nogometna liga
- Češki nogometni kup
- Češki nogometni superkup

## Vanjske poveznice
- Službena stranica Češkog nogometnog saveza  Arhivirana inačica izvorne stranice od 22. veljače 2015. (Wayback Machine)
- Češka na službenoj stranici FIFA-e  Arhivirana inačica izvorne stranice od 17. srpnja 2018. (Wayback Machine)
- Češka na službenoj stranici UEFA-e